# Бранево (Республика Сербская)
Бранево (серб. Брањево, босн. Branjevo; также Бранево-на-Дрине, серб. Брањево на Дрини) — населённый пункт (деревня) в общине Зворник, который принадлежит энтитету Республике Сербской, Босния и Герцеговина. Деревня Бранево расположена на реке Дрина на границе с Республикой Сербия.

## Население
Численность населения Бранево по переписи 2013 года составила 2 817 человек.
Данные по этносоставу населения деревни отсутствуют. Как новообразованная деревня ныне состоит в основном из сербов.

## История
Населённый пункт был образован путём выделения территории из нп Шепак-Горни (серб. Шепак Горњи) и новой застройки.